# Micral-N

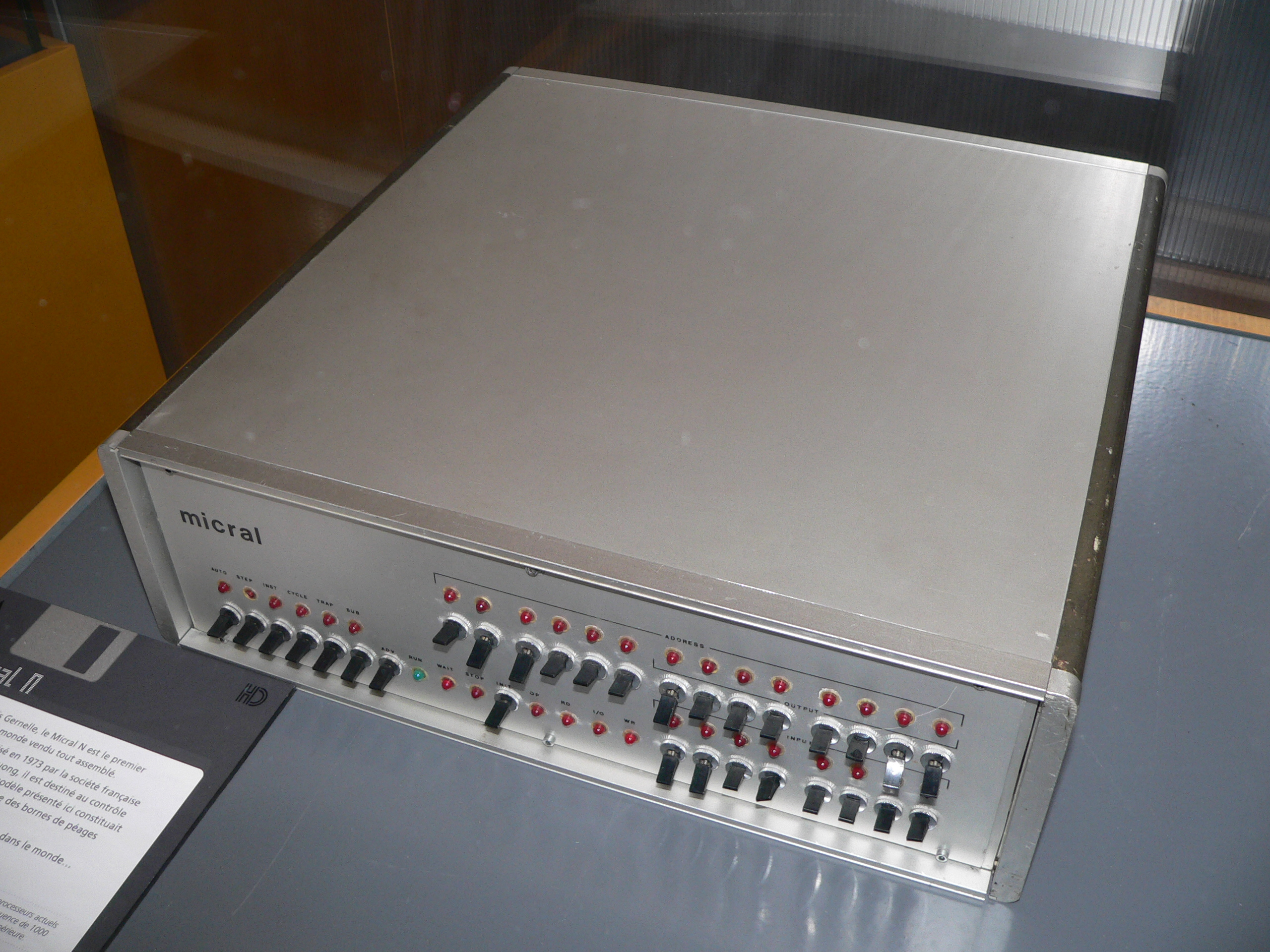
Micral

Micral-N – pierwszy w historii komercyjny mikrokomputer (jest też pierwszym komputerem, w stosunku do którego użyto tego odniesienia). Zaprojektowany i wyprodukowany we Francji w 1973 roku przez inżyniera François Gernelle'a. Wyposażony w procesor Intel 8008 (taktowany z częstotliwością 500 kHz), wykonywał 50 000 operacji na sekundę. Komputer kosztował 8450 franków francuskich.